# NGC 7511
NGC 7511 este o galaxie situată în constelația Pegas. A fost descoperită în 6 septembrie 1886 de către Lewis A. Swift. Se află la o distanță de 56,75 de megaparseci de Pământ.